# Кетіна (комуна, Клуж)
Кетіна (рум. Cătina) — комуна у повіті Клуж в Румунії. До складу комуни входять такі села (дані про населення за 2002 рік):
- Валя-Калде (185 осіб)
- Кетіна (914 осіб) — адміністративний центр комуни
- Копру (142 особи)
- Фелдіоара (601 особа)
- Хагеу (245 осіб)
- Ходає (116 осіб)

Комуна розташована на відстані 306 км на північний захід від Бухареста, 43 км на схід від Клуж-Напоки.

## Населення
За даними перепису населення 2002 року у комуні проживали 2203 особи.
Національний склад населення комуни:
| Національність | Кількість осіб | Відсоток |
| -------------- | -------------- | -------- |
| румуни         | 1668           | 75,7%    |
| угорці         | 459            | 20,8%    |
| цигани         | 75             | 3,4%     |
| українці       | 1              | < 0,1%   |

Рідною мовою назвали:
| Мова      | Кількість осіб | Відсоток |
| --------- | -------------- | -------- |
| румунська | 1790           | 81,3%    |
| угорська  | 412            | 18,7%    |
| циганська | 1              | < 0,1%   |

Склад населення комуни за віросповіданням:
| Релігія        | Кількість осіб | Відсоток |
| -------------- | -------------- | -------- |
| православні    | 1516           | 68,8%    |
| реформати      | 309            | 14,0%    |
| греко-католики | 206            | 9,4%     |
| римо-католики  | 171            | 7,8%     |
| п'ятдесятники  | 1              | < 0,1%   |

## Зовнішні посилання
- Дані про комуну Кетіна на сайті Ghidul Primăriilor